# 伊曼纽尔·卡拉苏
伊曼纽尔·卡拉苏又称埃马纽埃尔·卡拉索（土耳其語：Emanuel Karaso，Emmanuel Carasso；1862年？月？日—1934年？月？日），犹太人，是奥斯曼帝国的律师、政治人物，是青年土耳其党人、联合进步委员会的重要成员。